# 알 왈리드 1세

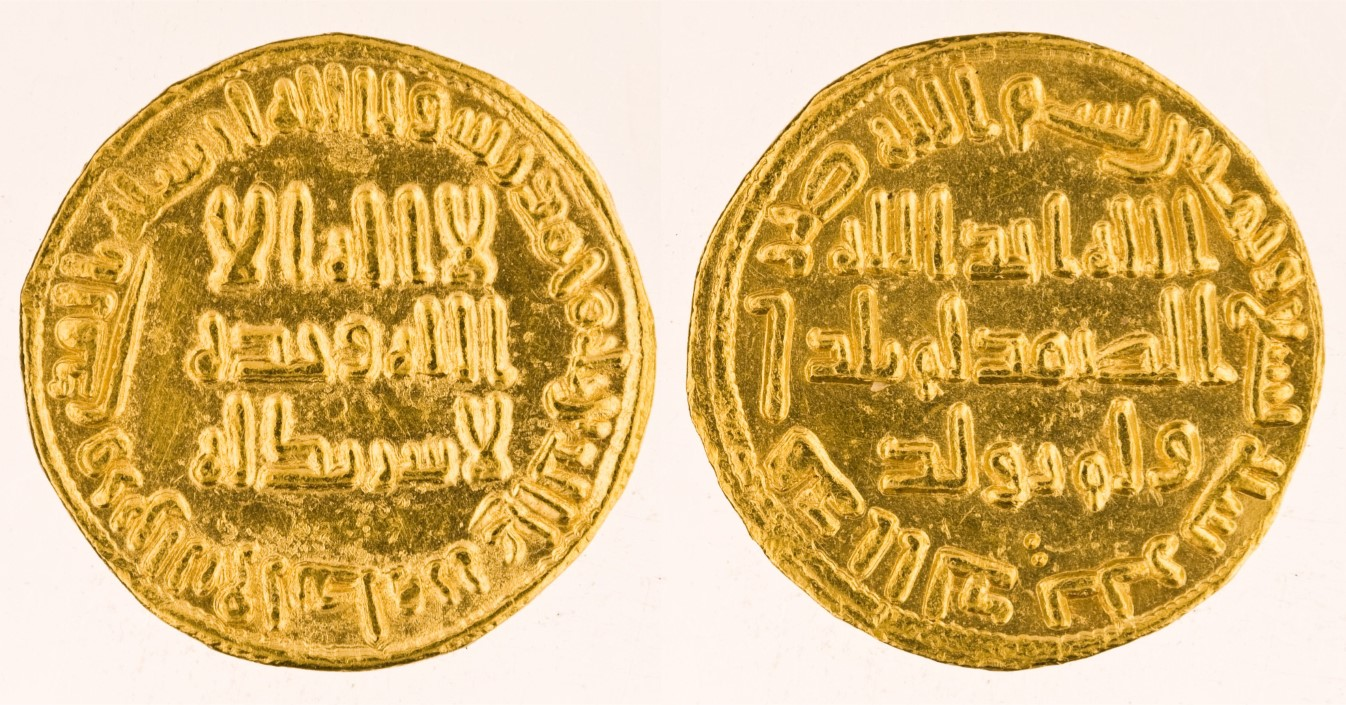

알 왈리드 1세(Al-Walid I, 아랍어: الوليد الاول, 본명: Al-Walid ibn Abd al-Malik ibn Marwan, 아랍어: الوليد بن عبد الملك بن مروان, 로마자 표기: al-Walīd ibn ʿAbd al-Malik ibn Marwān; c. 674 – 715년 2월 23일)는 705년 10월부터 715년 사망할 때까지 통치한 6대 우마이야 왕조의 칼리프였다. 그는 전임 칼리프 압드 알 말리크(r. 685–705)의 장남이었다. 왕자로서 그는 695년부터 698년까지 비잔틴에 대한 연례 공격을 이끌었고 메카로 향하는 시리아 사막 길을 따라 요새를 건설하거나 복원했다. 그는 705년 경에 상속인이 되었다.
알 왈리드 치하에서 정부를 중앙집권화하고 국가에 더욱 아랍적이고 이슬람적인 성격을 부여하며 국경을 확장하려는 그의 아버지의 노력은 계속되었다. 그는 칼리프 동부 절반을 다스리는 아버지의 강력한 총독인 알하자이 이븐 유수프(al-Hajjaj ibn Yusuf)에게 크게 의존했다. 그의 통치 기간 동안 알 하자즈가 지휘한 군대는 동쪽의 신드와 트란스옥시아나를 정복했고, 이프리키야의 총독인 무사 이븐 누세이르의 군대는 서쪽의 마그레브와 히스파니아를 정복하여 칼리프 제국의 영토를 최대로 확장했다. 정복에서 얻은 전쟁 전리품을 통해 알 왈리드는 그의 가장 위대한 건축적 업적인 다마스쿠스 대모스크, 예루살렘의 알 아크사 모스크, 메디나의 예언자 모스크 등 인상적인 공공 사업에 자금을 조달할 수 있었다. 그는 시리아의 무슬림 아랍인들 사이에서 가난한 사람들과 장애인들을 돕는 사회 복지 프로그램을 제정한 최초의 칼리프였으며, 그들은 그를 높이 평가했다.
그의 통치는 국내의 평화와 번영으로 특징지어졌으며 우마이야 왕조 권력의 정점을 대표했을 가능성이 높지만, 그 문제에서 그의 직접적인 역할을 확인하기는 어렵다. 카이스(Qays)와 예멘 군대 세력을 포함한 엘리트들 사이에서 유지된 알-왈리드의 균형은 그의 개인적인 주요 업적이었을 것이다. 반면에, 그의 통치 기간 동안 막대한 군사비를 지출하고 우마이야 왕자들에게 막대한 보조금을 지급한 것은 그의 후계자들에게 재정적 부담이 되었다.